# Sarah Scott
Sarah Scott (* 28. September 1983 in Lincoln, Nebraska) ist eine US-amerikanische Schauspielerin.

## Karriere
Sarah Scott feierte ihr Schauspieldebüt in dem Kurzfilm Love Square im Jahr 2002. Zwei Jahre später wirkte sie in zwei weiteren Kurzfilmen mit, bevor sie ab 2005 in Fernsehserien wie CSI: NY, Arrested Developement, Medium – Nichts bleibt verborgen, Nip/Tuck – Schönheit hat ihren Preis, Rizzoli & Isles, Bones – Die Knochenjägerin und Castle mitspielte. In dem mit fünf Oscars ausgezeichneten Film The Artist ist sie als lachende Tänzerin zu sehen.

## Filmografie (Auswahl)
- 2002: Love Square (Kurzfilm)
- 2004: Lionel Valentine (Kurzfilm)
- 2004: Perfect Sec-illusion (Kurzfilm)
- 2005: CSI: NY (Fernsehserie, Folge 2x05 Gondel in den Tod)
- 2005: Arrested Development (Fernsehserie, zwei Folgen)
- 2007: Medium – Nichts bleibt verborgen (Medium, Fernsehserie, Folge 3x08 Der Fluch der bösen Tat)
- 2009: True Blood (Fernsehserie, Folge 2x07 Lass mich frei)
- 2010: Nip/Tuck – Schönheit hat ihren Preis (Nip/Tuck, Fernsehserie, Folge 6x11 Dan Daly)
- 2011: The Artist
- 2011: Rizzoli & Isles (Fernsehserie, Folge 2x15 Brandherd)
- 2012: Castle (Fernsehserie, Folge 5x07 Abgesang)
- 2013: Bones – Die Knochenjägerin (Fernsehserie, Folge 8x10 Die Tücke und die Tänzerin)
- 2015: Kurt Cobain – Tod einer Ikone (Benjamin Statler, Dokumentarfilm)